# PipeWire
PipeWire est un logiciel libre de traitement basse latence et de partage multimédia. Il a pour objectif de remplacer PulseAudio et JACK dans la pile audio Linux au sein de l’environnement GNU/Linux,, avec une ABI compatible avec à la fois ALSA, JACK et PulseAudio, tout en y intégrant GStreamer. Il apporte ainsi à la vidéo les avantages pour le mixage qu'avait PulseAudio pour l'audio et assure la synchronisation entre ces deux types de flux. Il peut complètement remplacer le service PulseAudio depuis la 0.3.16 sortie le 19 novembre 2020. La distribution ArchLinux, propose dans ses dépôts une version de PipeWire se substituant à PulseAudio le 3 décembre 2020, cependant la bibliothèque libpulse est toujours utilisée.
La version 1.0 sort en mars 2024 et est depuis disponible sur la majorité des distributions GNU/Linux,.

## Origine du projet
Ce projet a été créé par Wim Taymans (en), un des principaux auteurs de GStreamer, alors qu'il travaillait chez Red Hat. Il le crée initialement sous le nom de Pinos, d'après Pinos de Alhaurín, un petit village proche d'où il vivait, dans le Sud de l'Espagne, il a pris le nom de PipeWire en septembre 2017.

## Aspects techniques

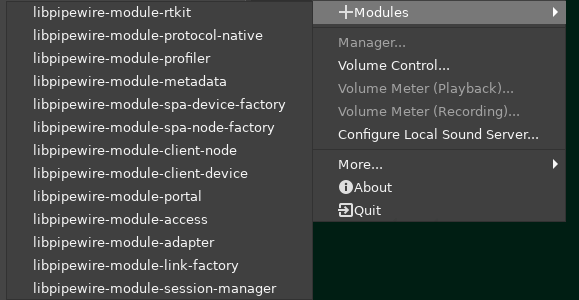
Modules de PipeWire

PipeWire implémente les fournisseurs et consommateurs vidéo comme des processus distincts, communiquant avec D-Bus et  échangent les images de la vidéo à l'aide de descripteurs de fichiers partagés. Il est conçu pour pouvoir fonctionner avec Wayland, ainsi que les protocoles de contrôle de bureaux à distance ou virtuels, RDP et SPICE, et assurer une compatibilité avec les confinements nécessaires aux fonctionnement de logiciels empaquetés au format Flatpak.
Automotive Grade Linux (en) de la Fondation Linux a développé un gestionnaire de session pour PipeWire nommé WirePlumber.
La bibliothèque libcamera est une bibliothèque fonctionnant dans l'espace utilisateur, permettant d'intégrer les caméras complexes dans les flux de PipeWire. Elle expose pour cela les API des pilotes du noyau à l'espace utilisateur de manière abstraite, afin d'éviter au développeur d'avoir à gérer les aspects spécifiques aux caméra, et de gérer différents flux simultanés et hétérogènes depuis un seul périphérique. Elle permet également d’agréger des formats vidéos différents pour la visioconférence par exemple. Elle permet également, à l'opposé, de partager un seul flux vidéo, simultanément, dans différentes applications.